# Рейнсбергский дворец
Рейнсбергский дворец (нем. Schloss Rheinsberg) — дворец-замок на восточном берегу озера Гринерикзе в Рейнсберге приблизительно в 100 км к северо-западу от Берлина в районе Восточный Пригниц-Руппин.
В Средние века на месте дворца находился ренессансный замок с водяным рвом, построенный в 1566 году по заказу рода Бредовов. Он получил повреждения во время Тридцатилетней войны и, сменив несколько владельцев, в конце концов в марте 1734 года был приобретён за 75 тыс. талеров прусским королём Фридрихом Вильгельмом I. Фридрих Вильгельм подарил усадьбу своему сыну кронпринцу Фридриху, будущему королю Пруссии Фридриху II. В 1736 году Фридрих вместе со своей супругой принцессой Елизаветой Кристиной переехал в южное крыло Райнсбергского дворца. К 1740 году дворец был реконструирован под руководством архитекторов Иоганна Готфрида Кемметера и Георга Венцеслауса Кнобельсдорфа. Во дворце был настроен один этаж, а восточное крыло было удлинено на 25 м.
Фридрих с благодарностью вспоминал годы, проведённые в Райнсберге, и называл их самыми счастливыми в жизни. В 1740 году Фридрих взошёл на прусский трон и покинул Райнсберг. Спустя четыре года Фридрих подарил Рейнсбергский дворец своему брату Генриху Прусскому, который въехал туда вместе со своей супругой Вильгельминой Гессен-Кассельской в 1752 году. Над планами дальнейшей реконструкции дворца работали Георг Фридрих фон Боуман и Карл Готтгард Лангганс. В 1785—1786 годах были возведены два придворцовых павильона. Ещё при жизни Генрих приказал построить для себя склеп в виде усечённой пирамиды, известный ныне как Рейнсбергский обелиск, где он и был похоронен в 1802 году.
Литературную известность Рейнсбергский дворец обрёл благодаря сочинениям Теодора Фонтане и Курта Тухольского. Во время путешествия по Шотландии Фонтане увидел замок на воде, напомнивший ему о Рейнсбергском дворце неподалёку от его родного Нойруппина, что подтолкнуло писатель на четырёхтомный труд «Странствия по марке Бранденбург».
Во время Второй мировой войны во Рейнсбергском дворце хранились вывезенные из Сан-Суси художественные ценности. В ГДР во дворце размещалась клиника для диабетиков. В настоящее время дворец находится под управлением Фонда прусских дворцов и садов Берлина — Бранденбурга. Во дворце также размещается литературный музей Курта Тухольского. Ежегодно летом в Рейнсбергском дворце проводится музыкальный фестиваль камерной оперы.